# 和泉中央駅
和泉中央駅（いずみちゅうおうえき）は、大阪府和泉市いぶき野五丁目にある南海電気鉄道泉北線の駅。同線の終点である。駅番号はNK92。
駅舎内には、泉北高速鉄道株式会社の本社が入居していた。

## 歴史
- 1995年（平成7年）4月1日：光明池 - 当駅間延伸により開業[1]。開業と合わせて桃山学院大学が現在地へ全面移転。
- 1998年（平成10年）：「エコール・いずみ本館」と「アムゼモール」のオープン（「エコール・いずみ北館」は当駅とほぼ同時にオープン）に伴い、三林岡山線を跨ぐ歩道橋が完成する。
- 2002年（平成14年）：第3回近畿の駅百選に認定される。
- 2005年（平成17年）
  - 2月 - 3月頃：コンコースとプラットホーム側の発車標の一部レイアウトを変更。
  - 4月1日：開業10周年。記念ブルーライナーカードを泉北高速鉄道線全駅で発売。南海ウイングバス南部が南海本線岸和田駅と当駅を結ぶ新しいバス路線（東ヶ丘線）を開設する（岸和田市東ヶ丘町在住の住民などから、南海バスに対し、同バス路線開設の要望があったという）。
- 2006年（平成18年）4月29日：駅構内に「和泉市観光情報ステーション」がオープンする。
- 2011年（平成23年）3月：発車標をすべてフラップ式から液晶式に更新。また、出口部分にはLED式の先発のりば（矢印で案内）と種別案内を追加。
- 2015年（平成27年）4月1日：開業20周年。記念式典と記念ラッピング列車の出発式が行われる[2]。
- 2019年（令和元年）7月21日：改札口と駅窓口及び券売機の位置を東側に移設し、供用を開始[3]。
- 2020年（令和2年）：駅前広場を改修することを発表。この工事により山側の一般車乗降場を新設し、一般車のバスロータリー進入を防ぐことなどを目的とする[4]。
- 2021年（令和3年）8月18日：山側の一般車乗降場が使用可能となり、代わって海側の一般車・タクシー乗降場が改修により使用不可能となる[5]。
- 2022年（令和4年）
  - 1月6日：海側の一般車・タクシー乗降場が使用可能となる[6]。
  - 3月26日：向谷実作曲の発車メロディーが使用開始される[7]。
- 2023年（令和5年）11月18日：可動式ホーム柵の設置準備工事に伴い、1・2番線の乗車位置が変更される[8]。
- 2024年（令和6年）
  - 7月20日：1番線で可動式ホーム柵の運用が開始される[9]。
  - 8月3日：2番線で可動式ホーム柵の運用が開始される[9]。
- 2025年（令和7年）4月1日：泉北高速鉄道が南海電気鉄道への吸収合併に伴い、南海電気鉄道泉北線の駅となる[10]。同時に駅番号をSB06からNK92に変更[10]。

## 駅構造
- 島式ホーム1面2線を持つ地上駅で、橋上駅舎は地形の関係上、地上と同じレベルに設けられている。
- 改札口は1ヵ所のみであったが、2019年7月より場所を中央から東側に移設し、さらに出口専用改札口が元改札口奥付近に設けられた。
- 身体障害者向けのトイレやエレベーターを設置するなど、最初からバリアフリーを重視した駅として設計されている。
- 発車標は、開業時にカプセル型の1段式反転フラップ式のものが横に3段並んで設置されていたが、現在は液晶ディスプレイ式のものに置き換わっている。
- 当駅の先に引き上げ線が500mほど続いている。また、1番線・2番線の外側に各1線ずつ線路があり、回送車の引き上げ線として使われている。先に引き上げ線が続いているのは、将来、岸和田市内への延伸が計画されている事を見込んでいるためである。

### のりば
| 番線 | 路線   | 方向 | 行先               |
| ---- | ------ | ---- | ------------------ |
| 1・2 | 泉北線 | 上り | 中百舌鳥・難波方面 |

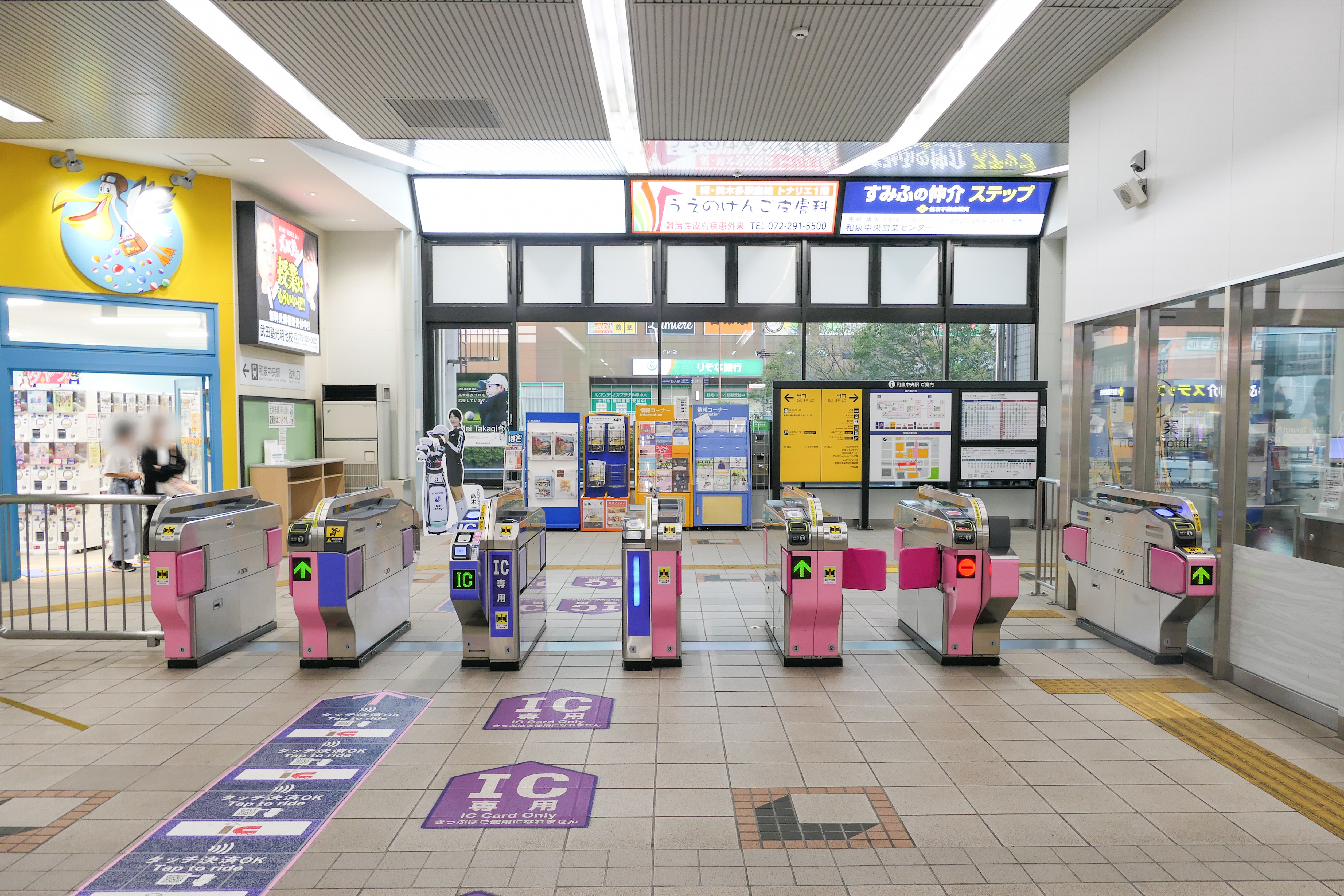
改札口（2023年11月）
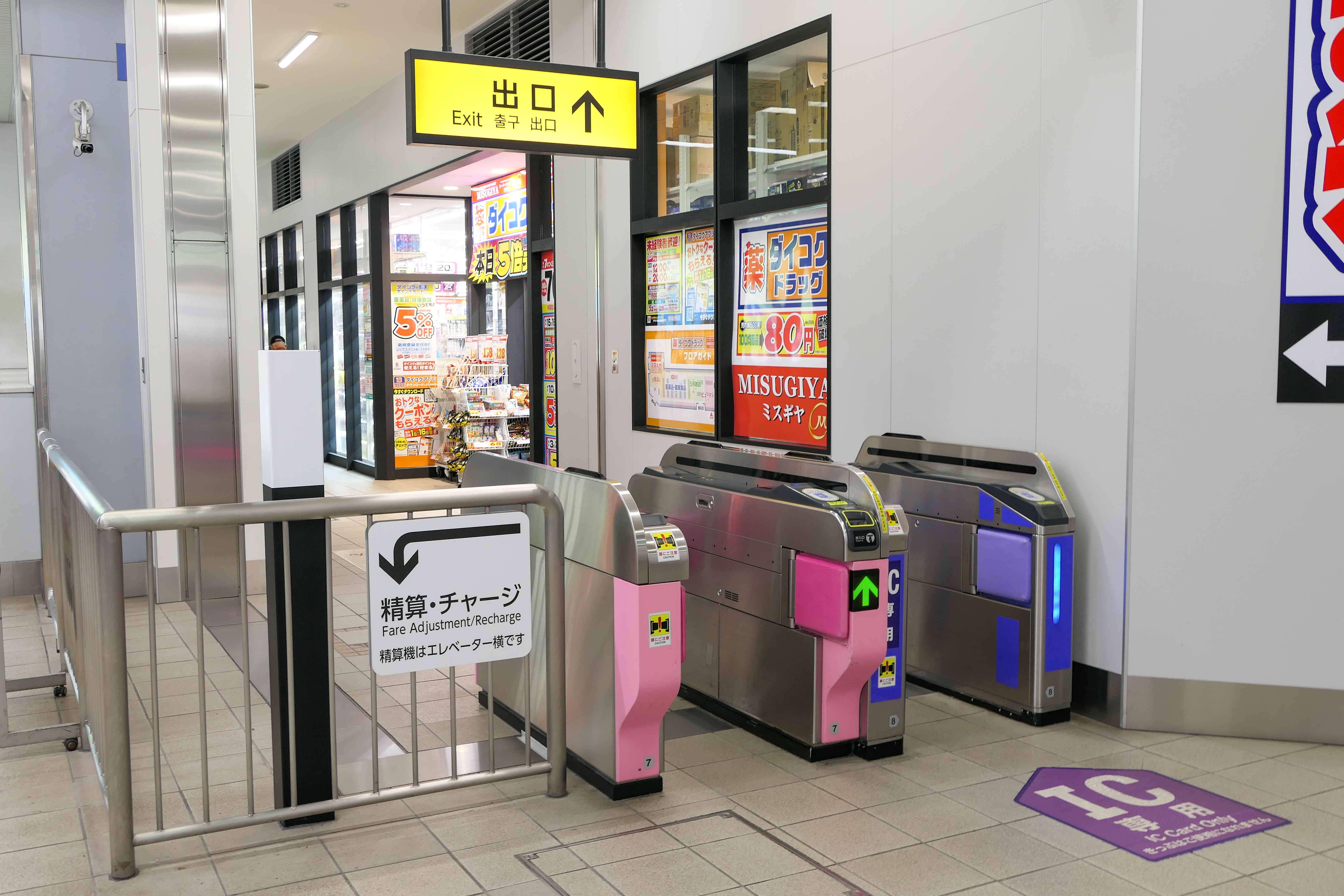
出口専用改札口（2023年11月）
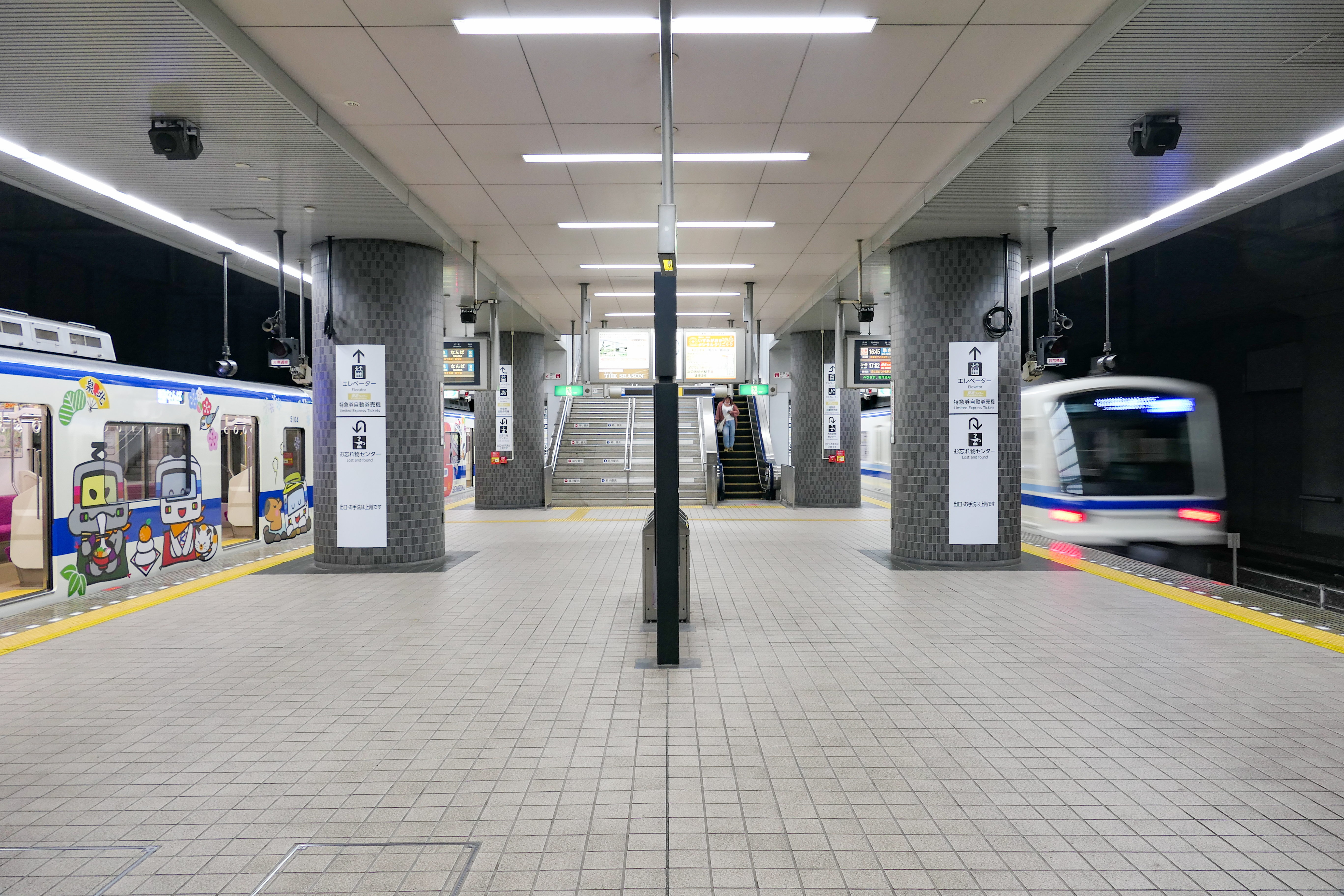
ホーム（2023年11月、ホーム柵設置前）
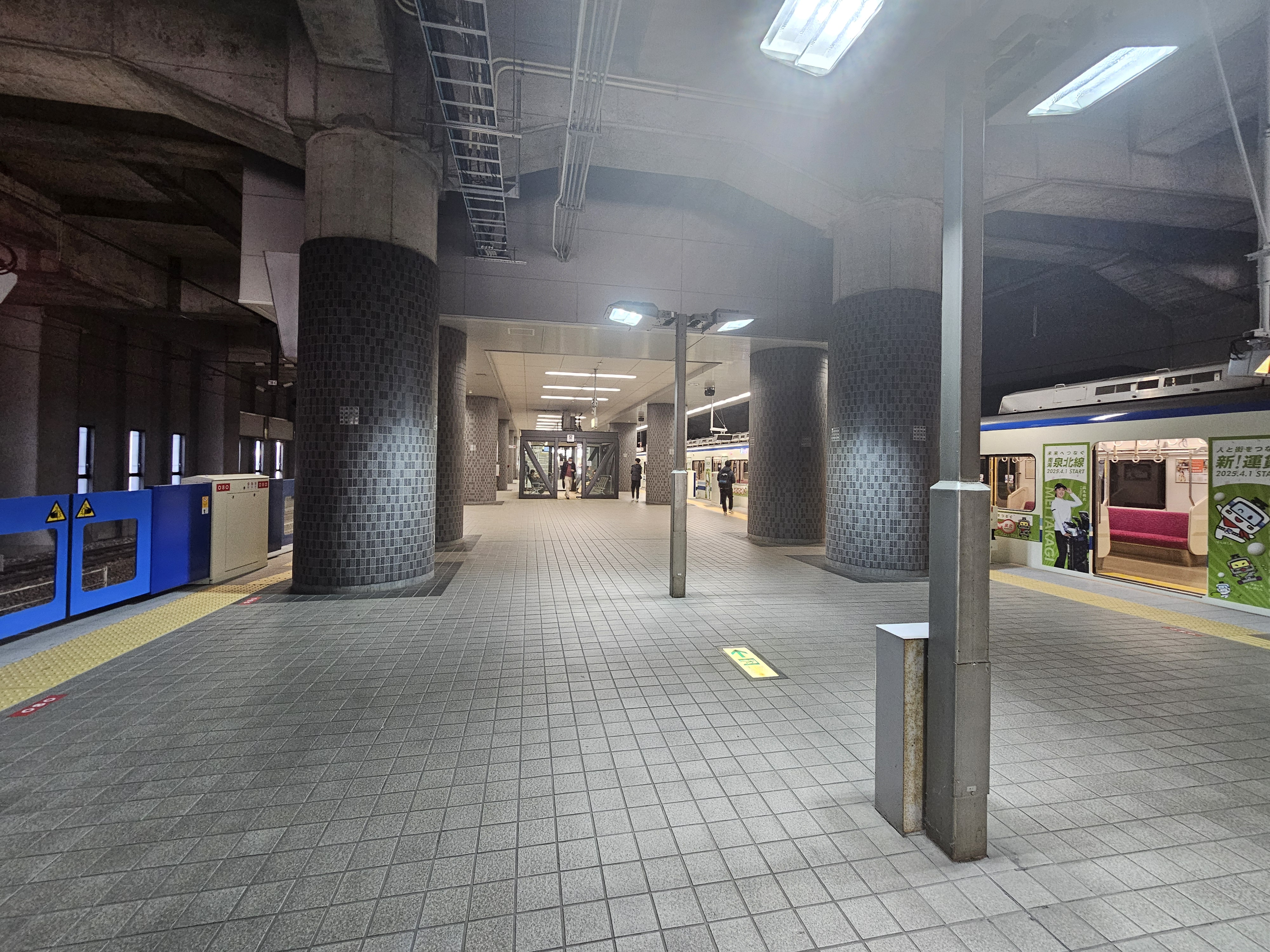
ホーム（ホーム柵設置後）
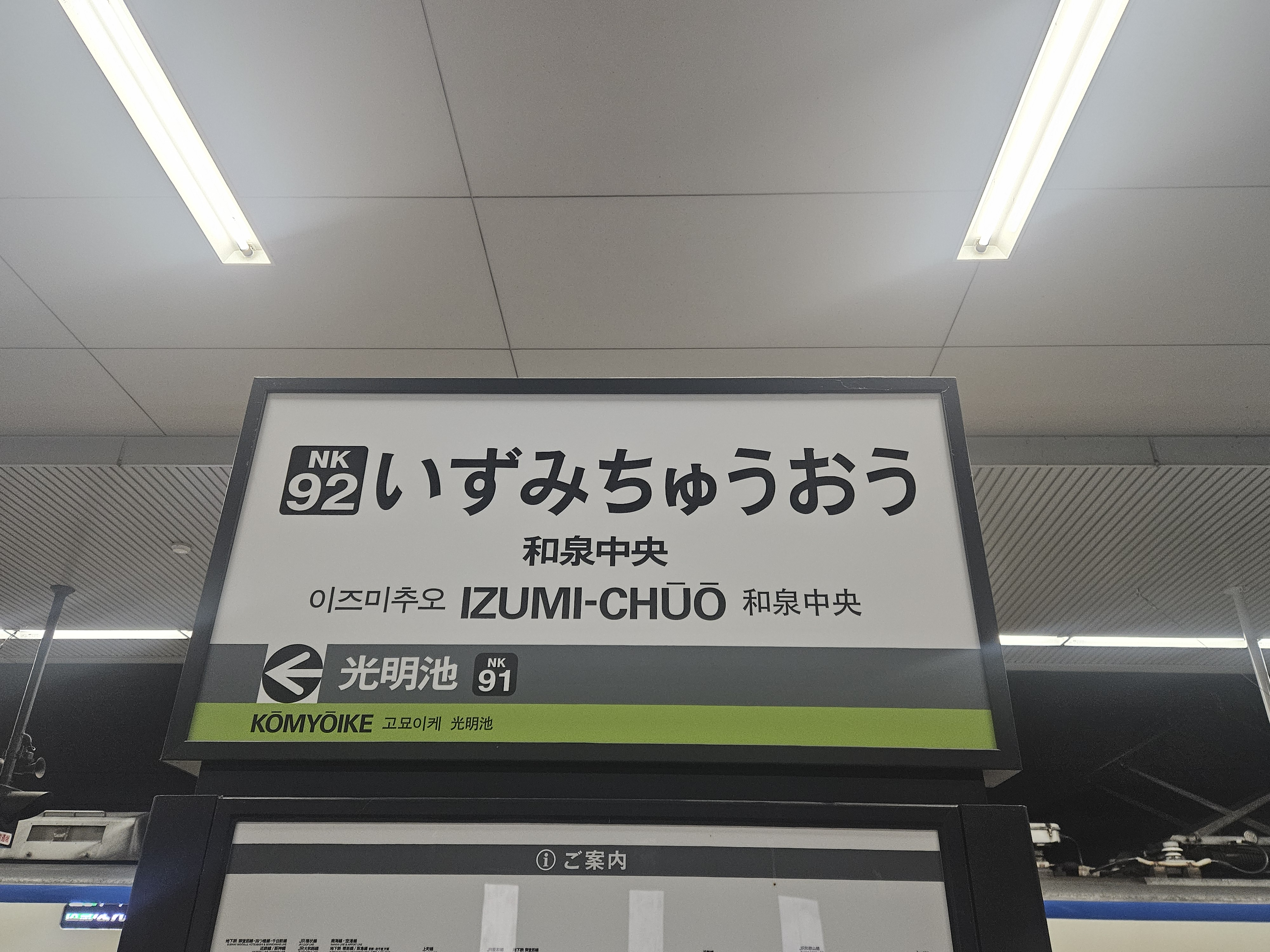
南海電鉄合併後の駅名標
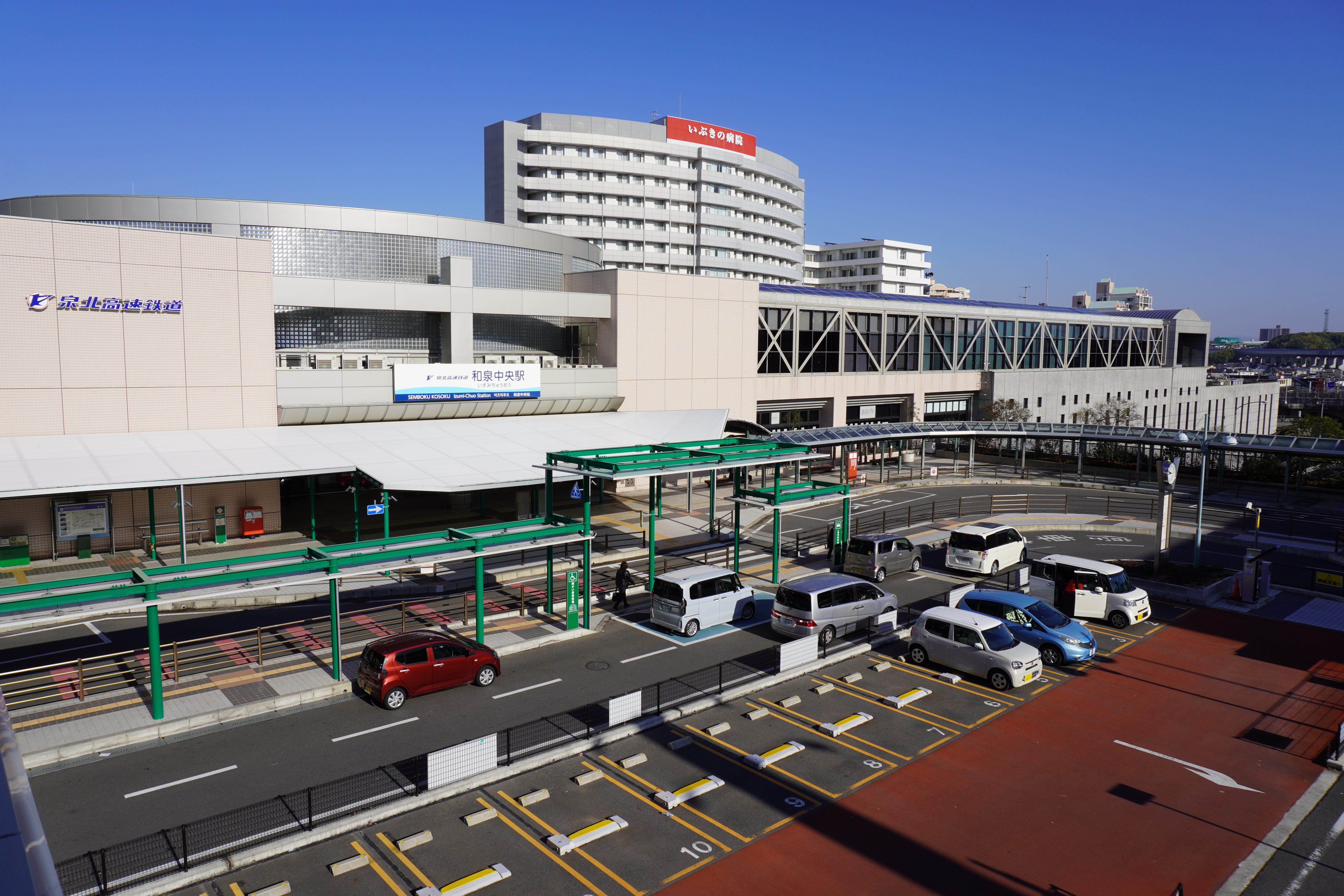
旧泉北高速鉄道線時代の駅舎（2024年12月）

### 駅構内施設

#### 1階
- セブン-イレブン 泉北高速和泉中央駅店 - 泉北高速鉄道の関連会社である泉鉄産業が運営。かつての券売機跡地に開店した。
  - 旧：アンスリー 和泉中央店 - 同じく泉鉄産業が運営していた売店で、トレインショップの跡地に開店した。2019年8月25日に閉店。
- 三杉屋 和泉中央駅店（スーパーマーケット）
- 松屋 和泉中央駅店[12]
- Hair's ZENON by TAKAZOE（理髪店）
- 和泉市観光情報ステーション
- ゆうちょ銀行ATMコーナー
- PatSat(阪急阪神東宝グループ)ATMコーナー
- 南海バス・南海ウイングバス南部用ICカード乗車券「なっち」自動チャージ機(2025年2月28日に廃止)

#### 2階
- 三菱UFJ銀行ATMコーナー
- 三井住友銀行ATMコーナー
- まるしげ 和泉中央店（菓子）
- ニコニコ歯科 和泉中央駅
- はるか耳鼻咽喉科
- メロディー薬局 いずみ中央駅店

## 利用状況
2019年（令和元年）次の1日平均乗降人員は33,095人（乗車人員：16,447人、降車人員：16,648人）である。この数字は中百舌鳥駅を除く泉北高速鉄道（当時）の駅では5駅中第2位である。
- 和泉市以南の泉州地域の鉄道駅としては、1日あたりの乗降客数が同市北西部に位置する西日本旅客鉄道（JR西日本）阪和線和泉府中駅と並んで多い。当駅は同市中南部を主として、一部に岸和田市山直地区などからの利用がある。
- 朝のラッシュ時間帯に光明池駅方面から折り返し乗車して座席確保をしようとするマナー違反の乗客対策として、「迂回乗車をされる方がいらっしゃいますが、整列乗車されているお客様のご迷惑になりますので、おやめ下さい。」とテープによる放送が入る。また、泉ケ丘駅・栂・美木多駅・光明池駅では迂回乗車する場合には当該区間の往復料金が必要である旨の案内板が和泉中央行ホーム前に掲出されており、さらに泉北高速鉄道が毎月1回発行する駅置き情報誌「ブルーライナー」2012年12月号(No.19)6ページにも「泉北高速鉄道ニュース」の1項目としてこれとほぼ同様の旨が記載されている。

開業以降の1日平均乗降・乗車人員は下表の通り。
| 年次               | 1日平均 乗降人員 | 1日平均 乗車人員 | 出典   |
| ------------------ | ---------------- | ---------------- | ------ |
| 1995年（平成07年） | 16,702           | 8,381            | [ 14 ] |
| 1996年（平成08年） | 19,661           | 9,824            | [ 15 ] |
| 1997年（平成09年） | 21,624           | 10,802           | [ 16 ] |
| 1998年（平成10年） | 23,516           | 11,713           | [ 17 ] |
| 1999年（平成11年） | 23,562           | 11,763           | [ 18 ] |
| 2000年（平成12年） | 24,550           | 12,238           | [ 19 ] |
| 2001年（平成13年） | 24,569           | 12,240           | [ 20 ] |
| 2002年（平成14年） | 24,867           | 12,371           | [ 21 ] |
| 2003年（平成15年） | 25,540           | 12,698           | [ 22 ] |
| 2004年（平成16年） | 25,962           | 12,909           | [ 23 ] |
| 2005年（平成17年） | 27,269           | 13,559           | [ 24 ] |
| 2006年（平成18年） | 28,340           | 14,076           | [ 25 ] |
| 2007年（平成19年） | 28,808           | 14,294           | [ 26 ] |
| 2008年（平成20年） | 29,470           | 14,622           | [ 27 ] |
| 2009年（平成21年） | 29,579           | 14,674           | [ 28 ] |
| 2010年（平成22年） | 30,090           | 14,914           | [ 29 ] |
| 2011年（平成23年） | 30,108           | 14,948           | [ 30 ] |
| 2012年（平成24年） | 30,686           | 15,218           | [ 31 ] |
| 2013年（平成25年） | 31,726           | 15,734           | [ 32 ] |
| 2014年（平成26年） | 31,898           | 15,806           | [ 33 ] |
| 2015年（平成27年） | 32,800           | 16,227           | [ 34 ] |
| 2016年（平成28年） | 32,613           | 16,134           | [ 35 ] |
| 2017年（平成29年） | 33,021           | 16,372           | [ 36 ] |
| 2018年（平成30年） | 33,205           | 16,487           | [ 37 ] |
| 2019年（令和元年） | 33,095           | 16,447           | [ 38 ] |
| 2020年（令和02年） | 23,794           | 11,872           | [ 39 ] |

## 駅周辺

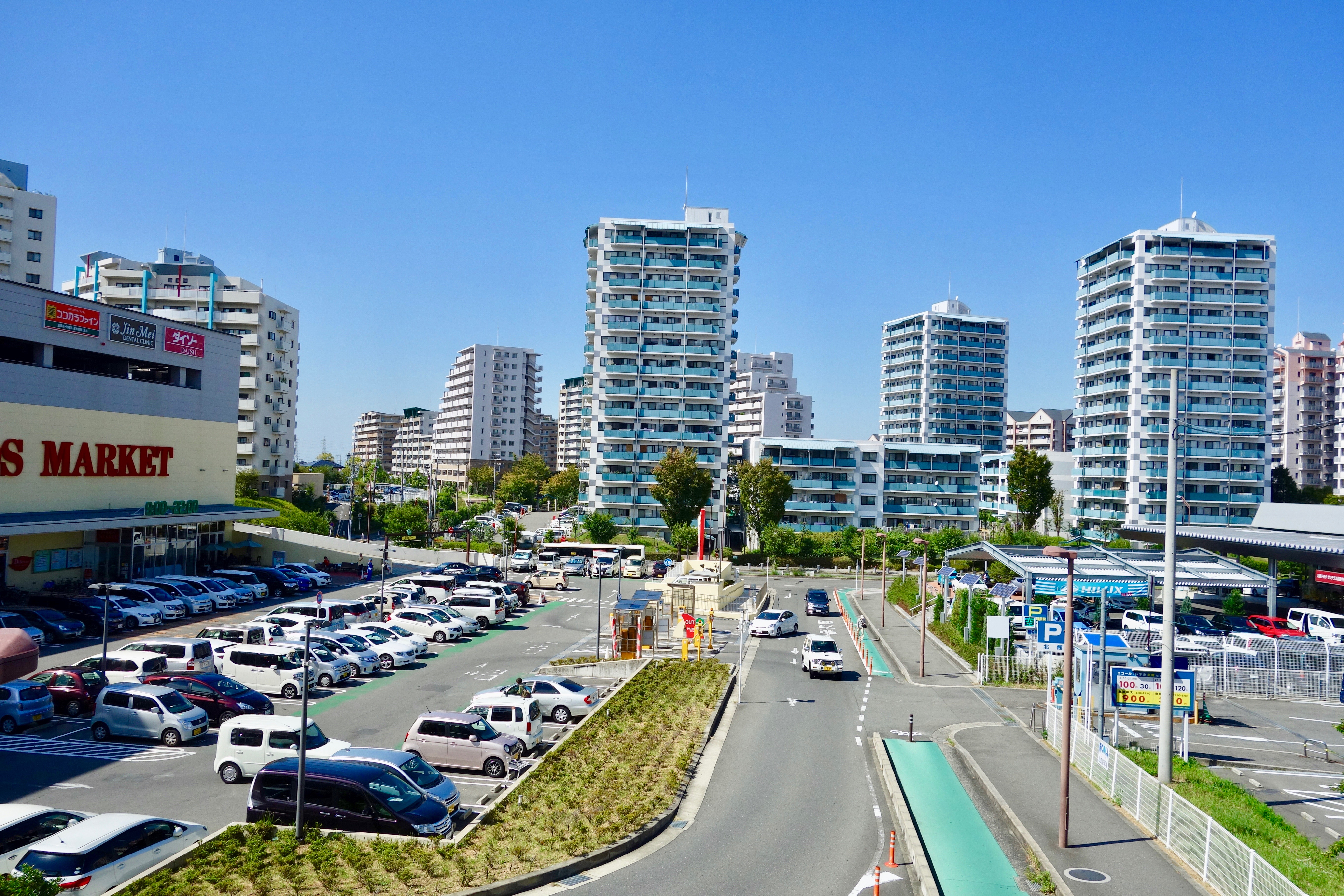
和泉中央駅付近のマンション群

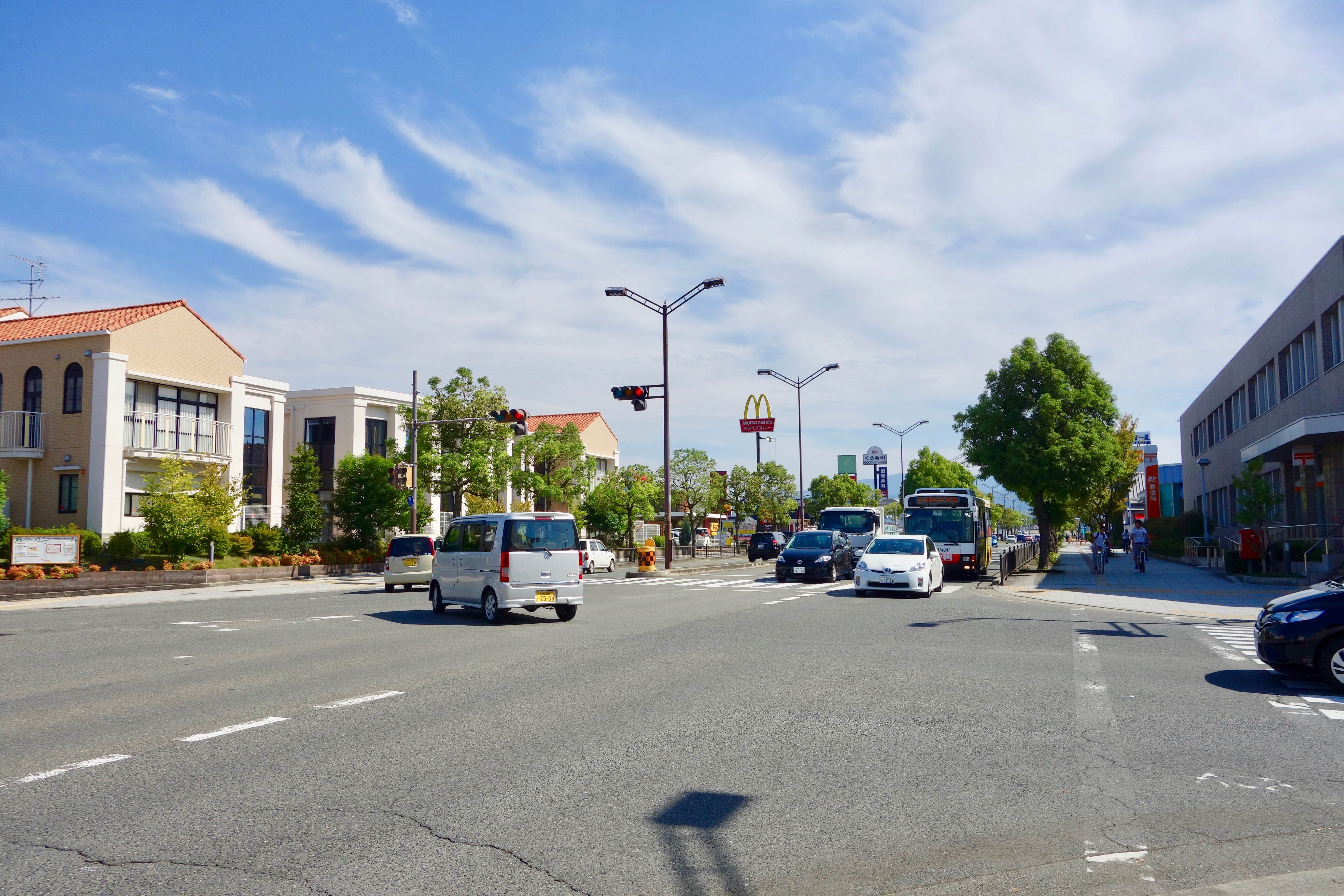
和泉中央線

泉北地域第2のニュータウン「トリヴェール和泉」が広がっている。トリヴェール和泉には、住宅地や商業施設の他に桃山学院大学や大阪府立産業技術総合研究所なども立地しており、阪和自動車道岸和田和泉インターチェンジの南方に工業団地「テクノステージ和泉」が広がっているため、朝のラッシュ時間帯の下り利用者も少なくない。同IC付近では2014年春にコストコ、秋にららぽーと和泉がそれぞれオープンした。
駅名は和泉市の中部に位置することや、和泉国の国府（和泉市府中町）と国分寺（同市国分町）のほぼ中間に位置することから「和泉中央」と名付けられ、トリヴェール和泉周辺の地域名にもなっている。地域の南には紅葉で知られる松尾寺があり、当駅から本数僅少ながらバスが出ている。
不動産・住宅情報サイトLIFULL HOME'Sによる「住みたい街ランキング2017」では、和泉中央が「買って住みたい街」として、南大阪では第1位にランクインしている。

### 市の施設
- 和泉シティプラザ
  - 弥生の風ホール
  - 和泉市役所 シティプラザ出張所
  - 和泉市立シティプラザ図書館
  - 保健福祉センター
  - 男女共同参画センター

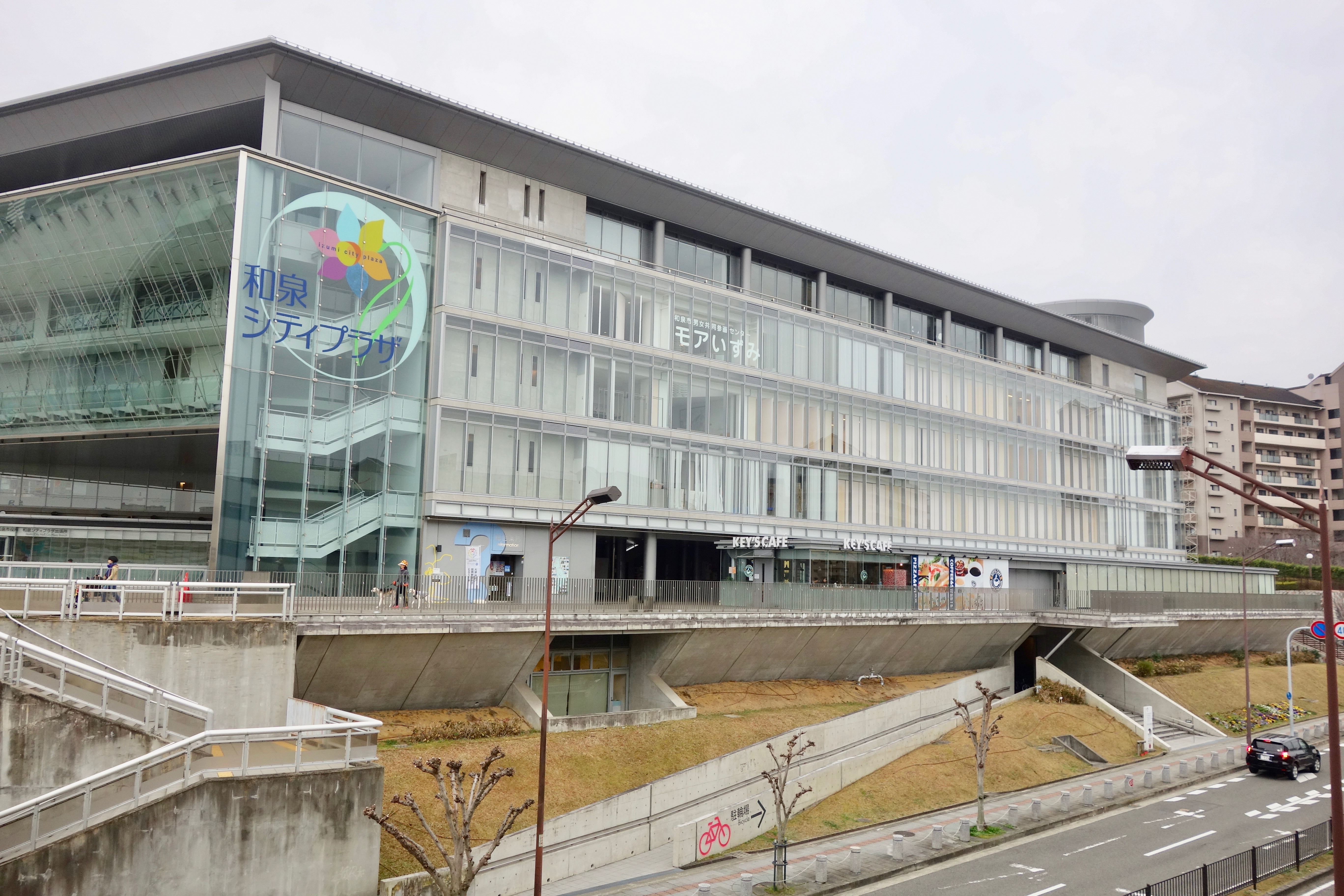
和泉シティプラザ

- 和泉ボランティア市民プラザ アイ・あいロビー
- いずみ障害者ふれあいプラザ オアシス
- 和泉市久保惣記念美術館
- 和泉市いずみの国歴史館
- サンライフ和泉
- 和泉市駅前西駐輪場
  - 和泉市観光レンタサイクル（駐輪場で受付）

### 府・国の施設
- 和泉警察署和泉中央駅前交番
- 大阪府立産業技術総合研究所 - 南海バスが当駅と同施設の間を往復する路線バスを運行している。所在地はあゆみ野である。当駅南西部の岸和田和泉インターチェンジ南側にはテクノステージ和泉という企業団地が広がり、不況の影響で空き地がまだまだ多いが、企業の進出が徐々に進んでいる。

- 日本郵政
  - 和泉郵便局

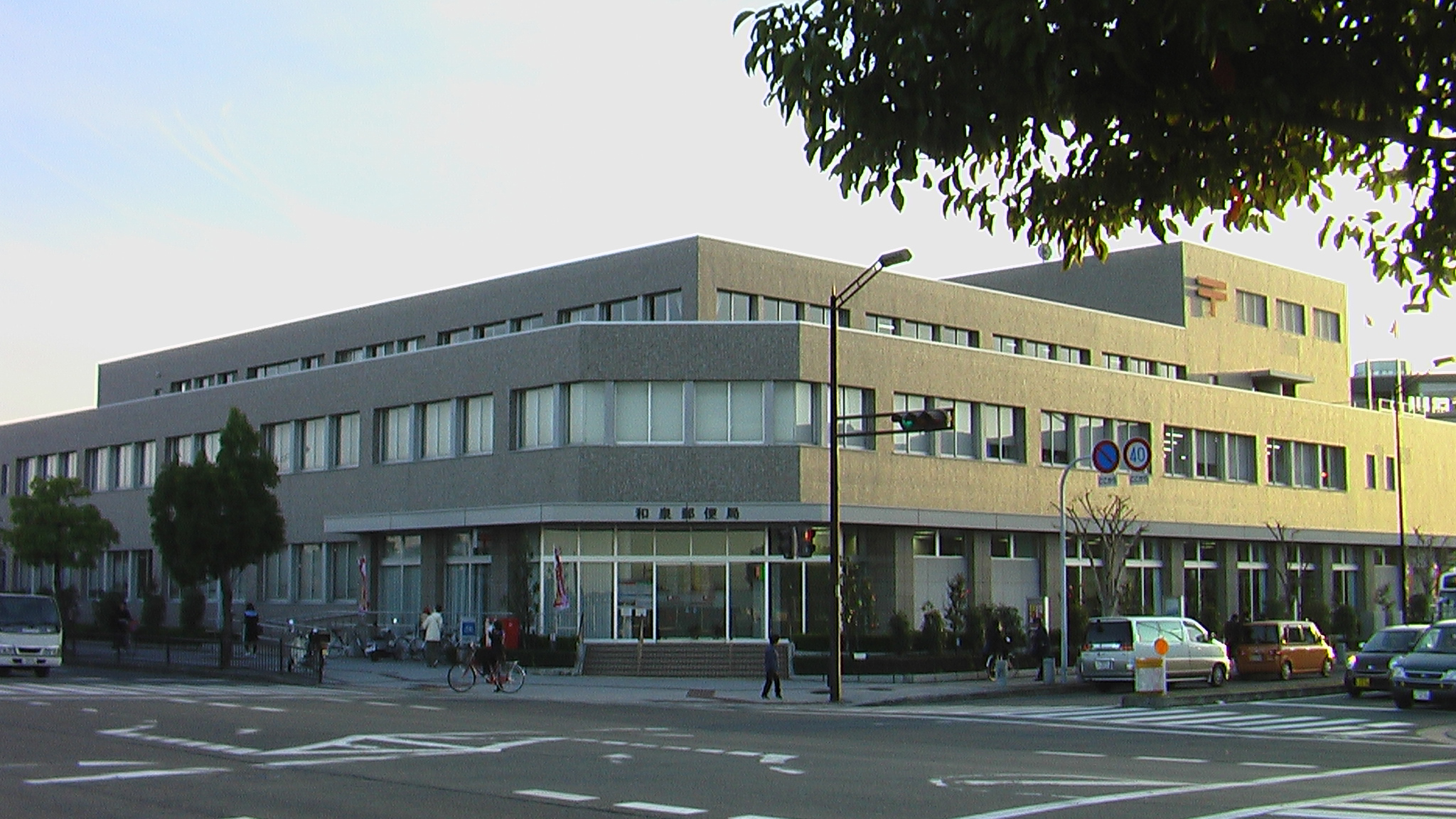
和泉郵便局

  - 和泉中央駅前郵便局（エコール・いずみ北館）
  - 和泉和田郵便局
  - 和泉箕形郵便局
  - 和泉内田郵便局
  - 北池田簡易郵便局

### ショッピングセンター・飲食店など

#### エコール・いずみ
駅南口にあるイズミヤを核店舗とした複合商業施設。
- 本館（1998年3月開業）
  - イズミヤ和泉中央店
- 北館（1995年4月開業）
- 東館（2009年11月開業）

#### PIVO和泉中央
2009年開業したエコール・いずみ東館に隣接する複合商業施設。主要テナントは以下の通り。
- 池田泉州銀行 和泉中央支店（旧泉州店舗）
  - 当初はいぶき野3丁目交差点東側付近の旧・エコールいずみ（現存せず）に入居していた。
- その他（医院・クリニック、調剤薬局、学習塾、写真スタジオなど）

#### コープタウン
2012年10月開業した大阪いずみ市民生活協同組合が運営する複合商業施設。主要テナントは以下の通り。
- 大阪いずみ市民生活協同組合 コープ和泉中央
- ダイソー 和泉中央店
- ココカラファイン コープ和泉中央店

#### その他の商業施設
- 家電住まいる館×YAMADA web.com 和泉中央本店
- ジョーシン 和泉中央店（2018年6月開業）
  - 複合テナント（セカンドストリート、ドラッグコスモス、洋服の青山、コメダ珈琲店、きんのぶた）
- ビバモール和泉中央
  - ロピア 和泉中央ビバモール店
- MEGAドン・キホーテ 和泉中央店（2019年2月15日開業）

### 教育関係
大学

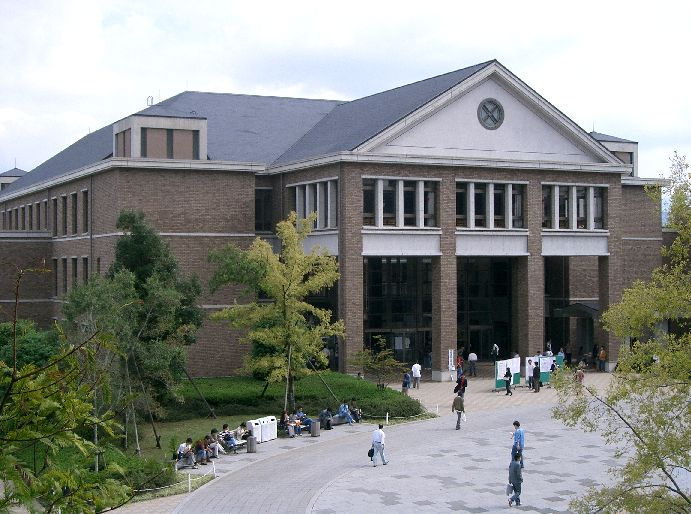
桃山学院大学

- 桃山学院大学 - 駅から徒歩12分だが、大学から委託を受けた南海バスが登校日のみ通学バスを運行しており、同大学の前を走る一般バス路線もある。

中学校
- 和泉市立北池田中学校
- 和泉市立南池田中学校
- 和泉市立石尾中学校

小学校
- 和泉市立北池田小学校
- 和泉市立いぶき野小学校
- 和泉市立南池田小学校
- 和泉市立青葉はつが野小学校
- 和泉市立北松尾小学校
- 和泉市立緑ヶ丘小学校

保育園・幼稚園
- 和泉市立緑ケ丘保育園
- 和泉市立北松尾幼稚園
- 和泉市立北松尾保育園
- 私立クレアール保育園
- 和泉緑ケ丘幼稚園（学校法人 奥野学園）
- アメリカンヴィレッジスクール幼稚園
- 和泉福祉会 和泉いぶきの保育園

学習塾
- 能開センターいずみ校
- 立志館ゼミナール 和泉中央校
- 馬渕教室 和泉中央校
- 向陽学院 和泉中央校
- 関西進学セミナー 和泉中央教室
- 育英塾
- 国私立中学受験センタートップス 和泉中央校
- サカイゼミナール 和泉中央教室
- 太陽塾 いぶきの教室
- 太陽塾 観音寺教室
- 第一ゼミナール 和泉中央校
- 第一ゼミナール まなび野校
- ヌリタ塾
- 緑ケ丘予備校
- 明光義塾 和泉中央教室
- モアーマインド進学塾 和泉中央本部教室
- 弥生塾
- 早稲田育英ゼミナール 和泉中央教室
- 藤原教育センター
- 自立学習RED 和泉教室

その他
- ひばりスイミングスクール
- 光明池自動車教習所

### 職業訓練関係
- 職業能力開発校
  - 大阪府立南大阪高等職業技術専門校

### 医療機関
- 啓仁会咲花病院
- 守田会いぶきの病院
- 和気会新生会病院
- 貴生会和泉中央病院

### 神社・仏閣など
- 春日神社
- 金比羅宮神社
- 石尾山弘法寺
- 松尾寺
- 高野山真言宗法華寺
- 和泉中央霊園

### 周辺の主な公園
- くすのき公園
- いしたちはら公園
- 和泉中央公園
- 長池公園
- 宮ノ上公園
- かぐらざき公園

### その他
- 阪和自動車道（バスターミナルの下を走る） - 最寄りのインターチェンジは岸和田和泉インターチェンジ
- 和泉リサイクル環境公園

## バス路線
和泉市路線維持バスの「父鬼ルート」（岸和田観光バスの運行）、「春木川・松尾寺ルート」（大阪第一交通の運行）を除き、南海バス・南海ウイングバス運行であり、駅南側のロータリーから発着している。停留所名は「和泉中央駅」。
当駅からは和泉市だけでなく、泉大津市、堺市（光明池駅付近）、岸和田市へ一般路線バスが走っている。また、関西国際空港へのリムジンバスや夜行高速バスの乗り入れもある。
7・8ののりば番号はおりば専用の標柱に充てられている。
タクシー乗り場は7・8番おりば付近（駅海側）のロータリー内にある。それとは別で一般車専用のロータリーも整備されている。駅海側ロータリー改良工事中、タクシー乗り場・企業などの無料送迎バス乗り場は、暫定的に一般車専用ロータリーへ併設されていた。

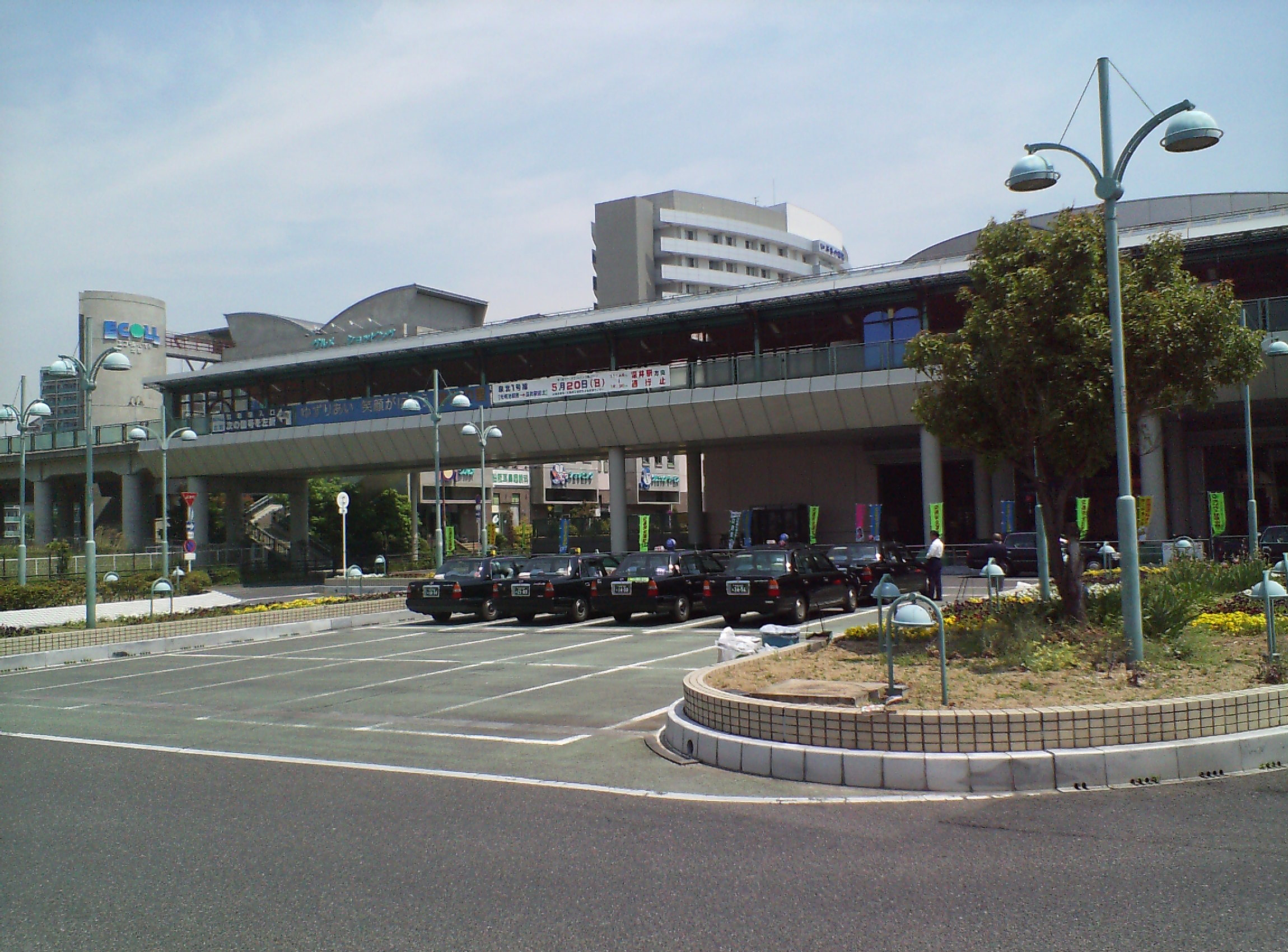
タクシーターミナル （写真はロータリー改良前）
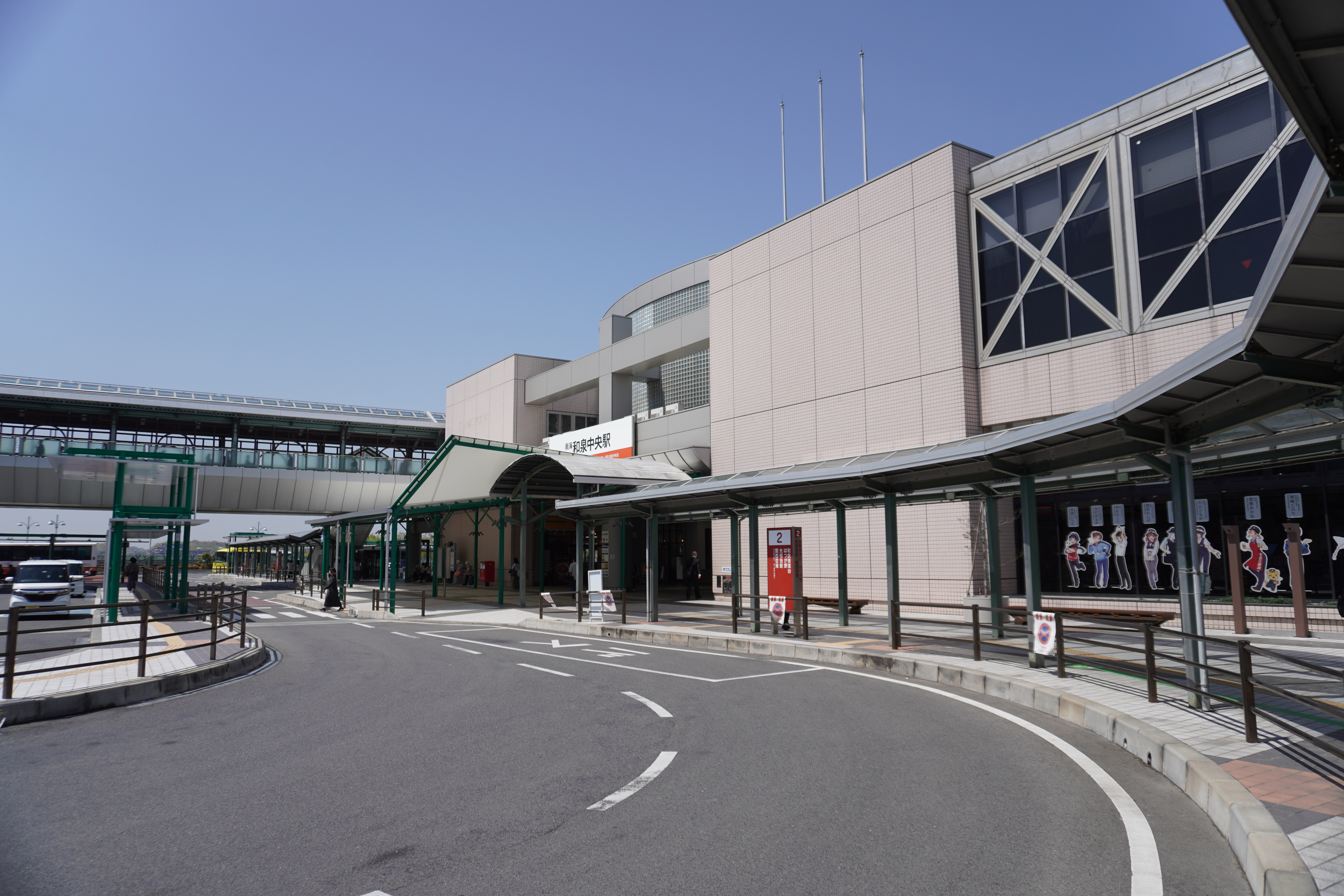
駅山側ロータリー（2025年4月）
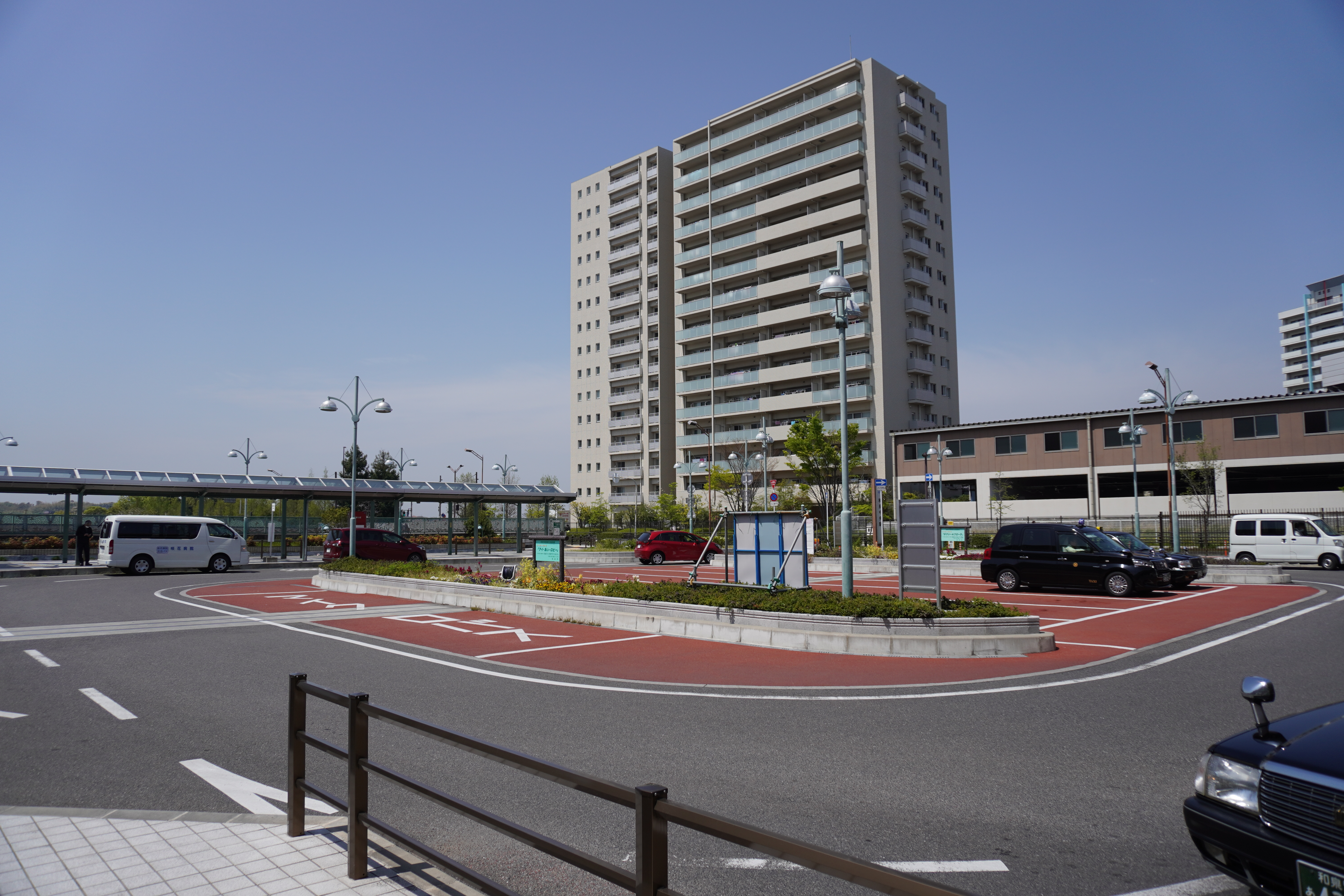
駅海側ロータリー（2025年4月）
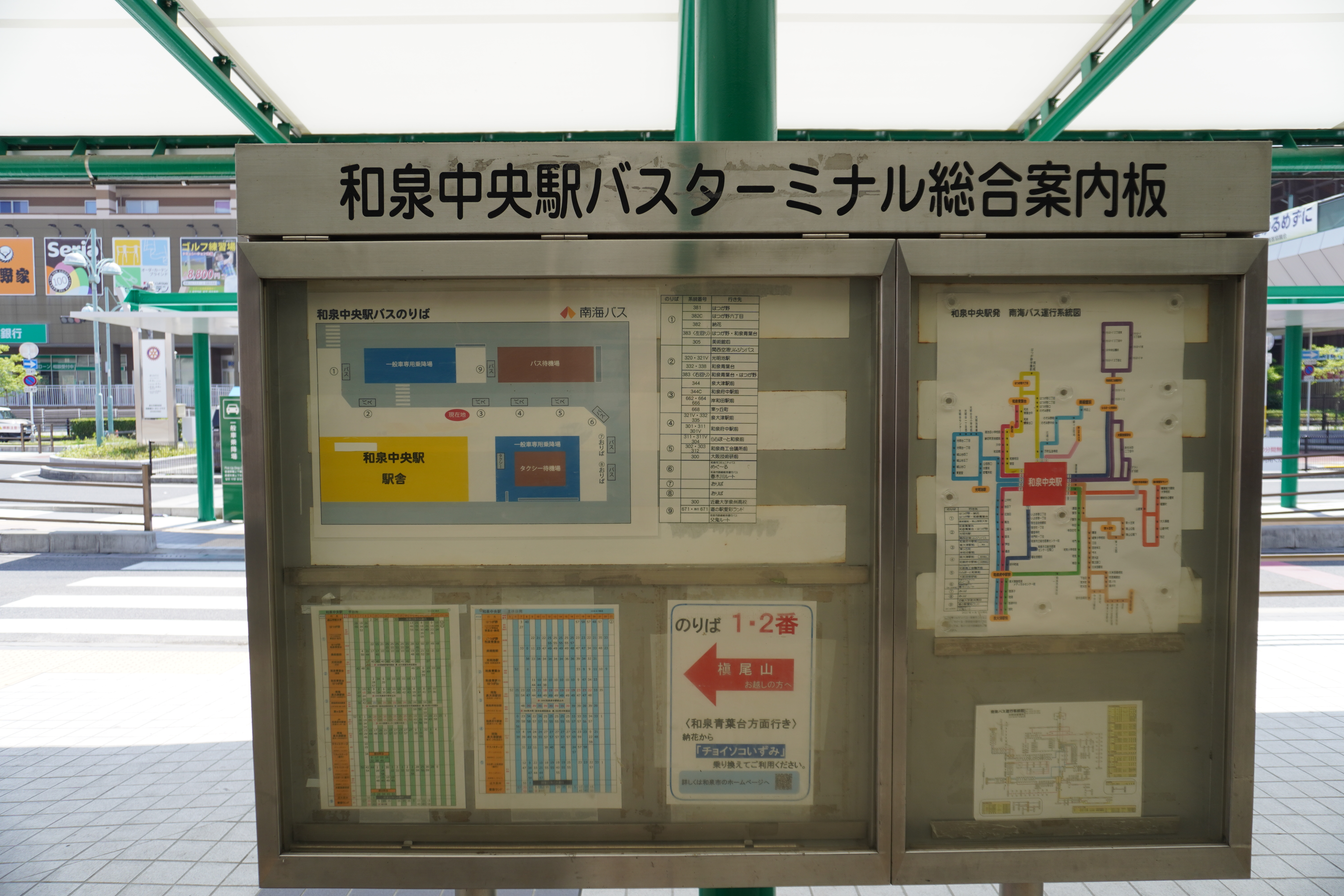
バスターミナル総合案内板

### 南海バス
全便、光明池営業所の担当。
| のりば | 路線名           | 系統・行先                           | 備考                                                                |
| ------ | ---------------- | ------------------------------------ | ------------------------------------------------------------------- |
| 1      | はつが野線       | 381系統：和泉中央駅                  | 和泉中央駅 - はつが野 - 和泉中央駅で運行。                          |
| 1      | はつが野線       | 382系統：納花                        | 平日23時台に2本運行。土日祝は最終便のみ運行。はつが野経由。         |
| 1      | はつが野線       | 382C系統：はつが野六丁目             |                                                                     |
| 1      | はつが野線       | 383左系統：和泉中央駅                | 和泉中央駅 - はつが野 - 納花 - 和泉中央駅の左回りで運行。           |
| 1      | 緑ヶ丘団地線     | 305系統：美術館前                    | のぞみ野中央・緑ヶ丘団地経由。                                      |
| 1      | 桃山学院大学線   | 371系統：桃山学院大学                | スクールバス。学休日は運休。                                        |
| 2      | 泉大津光明池線   | 320系統：光明池駅                    | 平日8時台に2本運行。土日祝は日中運行。変電所前経由。                |
| 2      | 泉大津光明池線   | 321V系統：光明池駅                   | 光明台経由。                                                        |
| 2      | 阪本線           | 332・338系統：和泉青葉台             | 室堂経由。338系統は和泉中央駅始発。                                 |
| 2      | はつが野線       | 383右系統：和泉中央駅                | 和泉中央駅 - 納花 - はつが野 - 和泉中央駅の右回りで運行。           |
| 3      | 寺門線           | 344系統：泉大津駅前                  | 和泉市役所前経由。                                                  |
| 3      | 寺門線           | 344C系統：和泉府中駅前               | 平日7時台に1本運行。土日祝は日中運行。和泉市役所前経由。            |
| 4      | 泉大津光明池線   | 321V系統：泉大津駅前                 | 阪本経由。                                                          |
| 4      | 阪本線           | 332・335系統：泉大津駅前             | 阪本経由。335系統は和泉中央駅始発。                                 |
| 4      | 和泉中央線       | 301・311系統：和泉府中駅前           | 和泉市立総合医療センター前経由。                                    |
| 4      | 和泉中央線       | 301V系統：和泉府中駅前               | 平日日中に運行。土日祝運休。和泉市立総合医療センター玄関口経由。    |
| 5      | テクノステージ線 | 300系統：大阪技術研前                | 平日8時台に5本運行。土日祝運休。グリーンポリス前経由。              |
| 5      | テクノステージ線 | 302系統：和泉商工会議所前            | 平日7時台に2本運行。土日祝運休。大阪技術研前・テクノステージ経由。  |
| 5      | テクノステージ線 | 303系統：和泉商工会議所前            | グリーンポリス前・大阪技術研前・テクノステージ経由。                |
| 5      | テクノステージ線 | 312系統：和泉商工会議所前            | 平日朝に8本運行。土日祝運休。ららぽーと和泉前・テクノステージ経由。 |
| 5      | テクノステージ線 | 304・311・311V系統：ららぽーと和泉前 | 平日は12時台までの運行。                                            |

#### エアポートリムジンバス
2番のりばからは関西国際空港へ向かうリムジンバスが発車している。
- エアポートリムジンバス泉北・河内長野空港線
  - （一部りんくうタウン経由）関西空港行き（Sorae）

#### その他
和泉市が運行するコミュニティバスおよび路線維持バスが乗り入れている。コミュニティバス「めぐ～る」および路線維持バスの「春木川ルート」は6番のりば、「父鬼ルート」は9番のりば、「春木川・松尾寺ルート」は駅海側ロータリー内の専用のりばから発着する。
深夜急行バスが降車扱いのみ行う（この便のみ堺営業所担当）。

### 南海ウイングバス
岸和田エリアの路線が乗り入れる。近畿大学泉州高校行スクールバス（学校指定日のみ運行）も運行されている。
| のりば | 路線名   | 系統・行先                    | 備考                                             |
| ------ | -------- | ----------------------------- | ------------------------------------------------ |
| 3      | 東ヶ丘線 | 662系統：岸和田駅前           | 朝夕に運行。荒木町経由。                         |
| 3      | 東ヶ丘線 | 664系統：岸和田駅前           | 日中に運行。荒木町・徳洲会病院経由。             |
| 3      | 東ヶ丘線 | 666系統：岸和田駅前           | 平日9時台に1本運行。土日祝運休。市民病院前経由。 |
| 3      | 東ヶ丘線 | 668系統：東ヶ丘町             | 平日夕方以降に4本運行。土日祝運休。              |
| 9      | -        | 692系統：近畿大学泉州高校     | 学校指定日のみ運行。                             |
| 9      | 山直線   | 671系統：道の駅愛彩ランド     |                                                  |
| 9      | 山直線   | 急行671系統：道の駅愛彩ランド | 朝4本のみ運行。山直東から稲葉町間通過。          |

#### 高速バス
1番のりばから発車。
- サザンクロス和歌山号：池尻大橋駅・バスタ新宿（新宿駅）・東京駅経由新木場駅行（南海ウイングバスの運行）

## 隣の駅
南海電気鉄道
 泉北線
- ■特急「泉北ライナー」発着駅

■区間急行・■準急行・■各駅停車
光明池駅 (NK91) - 和泉中央駅 (NK92)